# Escoutoux
Escoutoux (okzitanisch: Escotons) ist eine französische Gemeinde im Département Puy-de-Dôme in der Region Auvergne-Rhône-Alpes. Sie gehört zum Arrondissement Thiers und zum Kanton Thiers. Die Kommune hat 1.355 Einwohner (Stand: 1. Januar 2022).

## Lage und Verkehr
Escoutoux liegt etwa 37 Kilometer ostnordöstlich von Clermont-Ferrand. Der Fluss Dore begrenzt die Gemeinde am Rande der Berge des Forez im Westen. Umgeben wird Escoutoux von den Nachbargemeinden Thiers im Norden, Celles-sur-Durolle im Nordosten, Sainte-Agathe im Osten, Vollore-Ville im Südosten, Courpière im Süden, Néronde-sur-Dore im Westen und Südwesten sowie Peschadoires im Westen.
Escoutoux ist heute Bestandteil des Regionalen Naturparks Livradois-Forez.

## Bevölkerungsentwicklung
| Jahr                       | 1962 | 1968 | 1975 | 1982 | 1990 | 1999 | 2006 | 2013 |
| Einwohner                  | 777  | 681  | 680  | 798  | 1034 | 1131 | 1243 | 1345 |
| Quellen: Cassini und INSEE |      |      |      |      |      |      |      |      |

## Persönlichkeiten
- Jean Anglade (1915–2017), Schriftsteller